# سيرخيو أغويرو
سيرخيو ليونيل أغويرو ديل كاستييو (تلفظ بالإسبانية: ‎/ˈseɾxjo le.oˈnel aˈɣweɾo/‏؛ مواليد 2 يونيو 1988)، المعروف أيضًا باسم كون أغويرو، هو لاعب كرة قدم أرجنتيني سابق، لعب في مركز الهجوم. خلال مسيرته وضع اسم «كون» على قميصه، وهو اسم مستعار في الطفولة يعتمد على شخصية العنوان من كارتون طم طم. يُعدُّ على نطاق واسع أحد أفضل المهاجمين في جيله.
بدأ أغويرو مسيرته المهنية في نادي إنديبندينتي الأرجنتيني. في 5 يوليو 2003، أصبح أصغر لاعب يلعب في الدوري الأرجنتيني بعد أول مشاركة له بعمر 15 عامًا و35 يومًا، محطمًا الرقم القياسي الذي سجله كان يحمله سابقًا دييغو مارادونا في عام 1976. في عام 2006، انتقل أغويرو إلى نادي أتلتيكو مدريد في الدوري الإسباني في صفقة بقيمة 23 مليون يورو. خلال السنوات التي قضاها في مدريد، وضع نفسه كواحد من أفضل اللاعبين الشباب في أوروبا وفاز بجائزة دون بالون وجائزة الفتى الذهبي من توتوسبورت وجائزة أفضل لاعب شاب من ورلد سوكر. سجل أغويرو 101 هدفاً في 234 مباراة مع أتلتيكو، وفاز معهم بالدوري الأوروبي وكأس السوبر الأوروبي.
انتقل أغويرو إلى مانشستر سيتي في الدوري الإنجليزي الممتاز في يوليو 2011 مقابل 35 مليون جنيه إسترليني. في المباراة الأخير من أول موسم له مع مانشستر، سجل هدف الفوز في اللحظة الأخيرة ليفوز النادي بأول لقب دوري له منذ 44 عامًا. في موسم 2014–15، فاز بالحذاء الذهبي في الدوري الإنجليزي الممتاز، وأصبح الهداف التاريخي لمانشستر سيتي في نوفمبر 2017. تم اختياره أيضًا ضمن فريق العام من اتحاد لاعبي كرة القدم المحترفين في موسمي 2017–18 و2018–19. وهو رابع هدافي الدوري الإنجليزي عبر التاريخ في الدوري الإنجليزي الممتاز وأعلى هداف غير إنجليزي في تاريخ المسابقة، برصيد 184 هدفًا، وهو أكبر عدد من الأهداف التي سجلها لاعب في نادٍ واحد. يحمل أغويرو أيضًا الرقم القياسي في عدد الهاتربك في الدوري الإنجليزي الممتاز، برصيد اثني عشر.
على المستوى الدولي، مثل أغويرو منتخب الأرجنتين تحت 20 سنة حيث فازوا بكأس العالم تحت 20 سنة 2005 و2007. لعب في أولمبياد 2008، وسجل هدفين في نصف النهائي ضد البرازيل حيث فازت الأرجنتين بالميدالية الذهبية. أغويرو هو ثالث أفضل هداف لمنتخب بلاده في التاريخ، وقد خاض أكثر من 95 مباراة دولية، حيث مثل الفريق الأول في ثلاث بطولات لكأس العالم – في 2010 و2014 و2018 – وخمس نُسخ من كوبا أمريكا – في 2011 و2015 و2016 و2019 و2021.

## مسيرته الكروية

### إنديبندينتي
انضم سيرجيو أغويرو إلى نظام شباب إنديبندينتي في سن التاسعة. ولعب أول مباراة مع الفريق الأول وهو في عمر 15 عاما و 35 يوما (في 5 يوليو 2003 ضد نادي أتلتيكو سان لورينزو دي الماغرو) ليصبح أصغر لاعب في تاريخ الدوري الأرجنتيني الممتاز، ودخل كبديل في الدقيقة 69. وكان أداءه استقبال أستحسان من قبل الصحافة. وعقب وصول المدرب خوسيه عمر باستوريزا، بعد سبعة أشهر من مباراة أغويرو الأولى، عاد إلى الفريق الأول للفريق بعد فوز فريقة بنتيجة 4–2 ضد سيينسيانو خلال مرحلة المجموعات من كأس ليبرتادوريس عام 2004.وهذا يعني أن أغويرو أصبح أيضا أصغر لاعب يشارك في كأس ليبرتادوريس، وهو رقم أحتفظ به لمدة ثلاث سنوات. بعد شهر واحد، شارك أغويرو مرة أخرى في كأس ليبرتادوريس كلاعب اساسي ضد نادي ديبورتيفو إل ناسيونال. في 19 يونيو، ولأول مرة، لعب أغويرو مباراة كاملة لإنديبندينتي ضد أتلتيكو رافائيلا في الدوري الأرجنتيني. وسجل هدفه الأول مع إنديبندينتي في المباراة التي أنتهت بالتعادل 2–2 ضد إستوديانتيس دي لا بلاتا في 26 نوفمبر، عن طريق تسديدة من خارج منطقة الجزاء في الدقيقة 22. أصبح أغويرو أساسيا في الفريق الأول للنادي، حيث تم اختياره لمنتخب الأرجنتين تحت 20 سنة في كأس العالم تحت 20 سنة، التي فازت بها الأرجنتين.
خلال موسم 2005–06، سجل أغويرو 18 هدفا في 36 مباراة في الدوري، بعد أن غاب عن مباراتين بسبب الإيقاف. في المباراة التي أنتصر فيها فريقة بنتيجة 4–0 ضد راسينغ في 11 سبتمبر، أغويرو راوغ لاعبين الخصم من نصف ملعب فريقة إلى داخل منطقة الجزاء ليسدد بقدمة اليسرى ويسجل الهدف الرابع لفريقة. تحصل على أول بطاقة حمراء في تاريخة ضد في بطولة الدوري الأرجنتيني، بعد صفعه للخصم في مباراتة ضد تيرو فيديرال. وقد اجتذب أدائه المتميز خلال بطولة الدوري الأرجنتيني الاهتمام من قبل عدد من الأندية الأوروبية الكبيرة، وبعد أشهر من التكهنات، أعلن أغويرو عبر شاشة التلفزيون في أبريل أنه يعتزم مغادرة النادي في نهاية الموسم. قبل نهاية الموسم، كانت هناك بالفعل تكهنات حول إمكانية انتقاله إلى أتلتيكو مدريد. مع إشادة أدائه من قبل الصحافة، كان هناك حديث عن إمكانية استدعاء أغويرو للمنتخب للمشاركة بكأس العالم 2006. في المباراة التي فاز فيها فريقة بنتيجة 2–0 على أوليمبو في الجولة 17 من بطولة الدوري الأرجنتيني، تلقى أغويرو بطاقته الصفراء الخامسة في الموسم. مما منعه من لعب آخر مباراة له مع إنديبندينتي ضد بوكا جونيورز في أفيلانيدا بعد أسبوع واحد. وجلبت هذه البطاقة الدموع إلى أغويرو، كما التقطتها كاميرات التلفزيون. وقال أغويرو، الذي سجل هدف إنديبندينتي الثاني في المباراة «أعتقد أنه كان هدفي الاخير مع إنديبندينتي». لعب آخر مباراة له مع إنديبندينتي، بعد أسبوعين، في المباراة التي هزموا فيها بنتيجة 2–0 ضد روزاريو سنترال. في 30 مايو، إنتقل أغويرو رسميا إلى أتلتيكو مدريد مقابل 20 مليون يورو، وهو رقم قياسي في إسبانيا آنذاك.

### اتلتيكو مدريد

#### موسم 2006–09: الانتقال والارتقاء السريع إلى النجومية

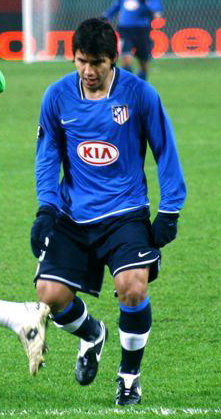
أغويرو يلعب مع أتلتيكو مدريد في أكتوبر 2007.

في مايو 2006، انضم أغويرو إلى نادي أتلتيكو مدريد الإسباني مقابل رسوم تبلغ حوالي 23 مليون يورو، وكسر الرقم القياسي السابق المسجل في النادي. أثار الجدل في وقت مبكر منذ وقت مبكر أتلتيكو باستخدامه يديه ليسجل هدف الفوز ضد ريكرياتيفو في 14 أكتوبر 2006، وسجل هدفة الثاني مع أول فوز للنادي ضد أتلتيك بيلباو في 17 سبتمبر. أنهى موسمه الأول في مدريد بسبعة أهداف في جميع المسابقات.
بعد رحيل منافسة فرناندو توريس إلى ليفربول في صيف 2007، أصبح أغويرو المهاجم الأول لروخيبلانكوس وسرعان ما أصبح اللاعب الأكثر أهمية في الفريق في سن 19 فقط. في موسم 2007–08، أنهى أفضل ثالث هداف في الدوري الإسباني، خلف دانييل غويزا ولويس فابيانو، بـ19 هدف، وكان وصيفاً لراؤول في جائزة ألفريدو دي ستيفانو. وتلقى أغويرو العديد من الاستحسان منها حصولة على لقب رجل المباراة ضد برشلونة في مارس 2008، بسبب تسجليه لهدفين وصناعة واحدة في المباراة التي أنتهت بفوز أتلتيكو مدريد بنتيجة 4–2. وسجل أيضا أهدافا هامة ضد ريال مدريد وفالنسيا وإشبيلية وفياريال وساعد أتلتيكو ليحصل على المركز الرابع والتأهل إلى دوري أبطال أوروبا للمرة الأولى منذ أكثر من عشر سنوات.
كان أغويرو لايزال الهداف الأول لأتلتيكو مدريد في موسم 2008–09، واقام شراكة قاتلة مع المهاجم الأوروغواياني دييغو فورلان، وهو أيضا لاعب إنديبندينتي السابق. في 16 سبتمبر، سجل أول أهدافه في دوري أبطال أوروبا في المباراة التي فاز بها أتلتيكو فوز 3–0 آيندهوفن، مما ساعد أتلتيكو في نهاية المطاف على الوصول إلى دور ثمن النهائي من المسابقة. في مارس 2009، سجل كل من فورلان وأغويرو هدفين في المباراة التي فاز فيها أتلتيكو بنتيجة 4–3 على أبطال الدوري برشلونة، وسجل الأخير هدف الفوز في الدقائق الأخيرة من المباراة. في نهاية هائلة من الموسم معع فريقه، أكمل أغيرو العشرة الأوائل المتنافسين في جائزة البيتشيشي والتي فاز به زميله فورلان. وحقق أتلتيكو المركز الرابع في الدوري، حيث تأهل إلى دوري ابطال اوروبا للموسم الثاني على التوالي.

#### موسم 2009–11: الفوز الدوري الأوروبي والرحيل

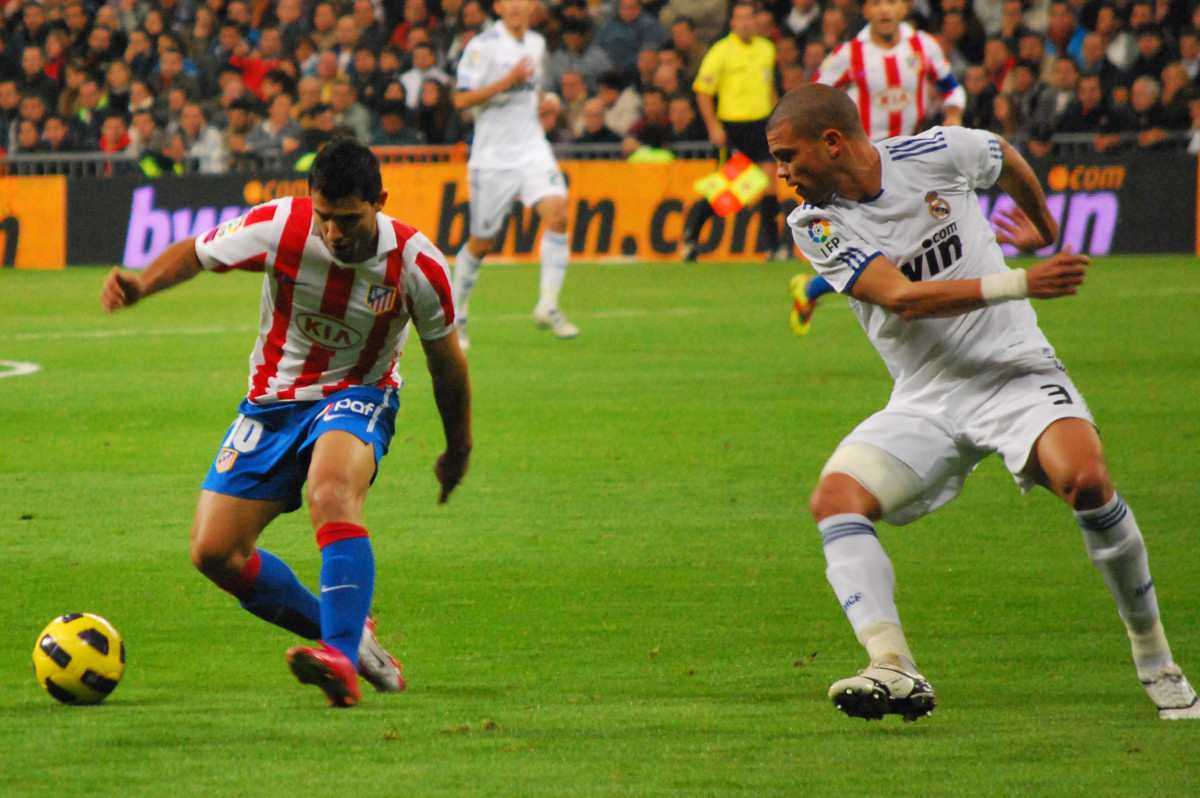
أغويرو (في الصورة مع بيبي) مع أتلتيكو مدريد خلال الليغا موسم 2010–11.

على الرغم من تراجع غزارته أمام المرمى، قدم أغويرو موسم جيد آخر في 2009–10، وتم الإشادة بأداءه المؤثر كما أن أتلتيكو يتمتع بالموسم الأكثر نجاحا منذ أكثر من عقد من الزمان. في 3 نوفمبر 2009، سجل هدفين ضد تشيلسي في المباراة التي أنتهت بالتعادل 2–2 في دوري أبطال أوروبا على ملعب الفيسنتي كالديرون. خرج أتلتيكو من البطولة، لكنه ذهب للوصول إلى نهائي كأس الاتحاد الأوروبي 2009، حيث صنع أغويرو كلا الهدفين في المباراة التي أنتصر فيها أتلتيكو مدريد بنتيجة 2–1 النادي الإنجليزي فولهام. كما ساعد أتلتيكو للوصول إلى نهائي نهائي كأس ملك إسبانيا 2010، وخسروا النهائي ضد إشبيلية على ملعب كامب نو بنتيجة 2–0 بتاريخ 19 مايو 2010.
في 27 أغسطس 2010، فاز أتلتيكو مدريد بكأس السوبر الأوروبي 2010 بعد فوزه على نادي إنتر ميلان بنتيجة 2–0. أغويرو صنع هدف خوسيه أنتونيو رييس الافتتاحي ثم حسم الفوز بعد تسجلية للهدف الثاني. في 4 يناير 2011، أكد أتلتيكو مدريد عبر موقعه الرسمي على الإنترنت أن أغويرو كان قد وقع عقدا جديدا مع النادي، واستمرار اللاعب في فيسنتي كالديرون حتى عام 2014. وفي اليوم التالي، تم تعيينه الكابتن الثاني لأتلتيكو مدريد، إلى جانب زميلة في خط الهجوم دييغو فورلان. كان موسم 2010–11 الموسم الأكثر نجاحا في لأغويرو مع أتلتيكو مدريد، حيث سجل 20 هدفا في الدوري لأول مرة في مسيرته. بين مارس ومايو 2011، سجل في سبعة مباريات على التوالي، وهو إنجاز لم يفعله أي لاعب آخر في أوروبا خلال ذلك الموسم. ولعب أغويرو أخر مباراة له مع أتلتيكو مدريد في 21 مايو ضد ريال مايوركا، وبتلك المباراة أستطاع تحقيق إنجازين. الأول وهو تسجلية لأول هاتريك في مسيرتة، والثاني تسجيلة 100 مع الروخي بلانكوس. غير أن عدم احتفاله بأي هدف أدى إلى تكهنات بأنه سيكون في طريقه للخروج من النادي.
في 23 مايو 2011، أعلن أغويرو على موقعه الرسمي أنه يريد الانتقال من أتلتيكو مدريد وطلب رسميا فسخ عقده. وتحدث أغويرو في وقت لاحق إلى إي إس بي إن، حيث ذكر أنه «لن يعود إلى أتلتيكو». في نفس اليوم الذي أصبح فيه أغويرو لاعبا رسميا لمانشستر سيتي، أستضاف أتلتيكو مدريد في تصفيات الدوري الأوروبي 2011–12 نادي سترومسغودست النرويجي، حيث قام مجموعة من مشجعين أتلتيكو برفع لافتات مكتوب عليها «أغويرو، نتمنى لك الموت» في رد فعل على المهاجم الذي أنتقل من إلى مانشستر سيتي مقابل 38 جنيه إسترليني مليون. بعد أن أعلن في وقت سابق رغبته في استمراره مع النادي قبل أسابيع فقط من طلب انتقاله. عند مغادرته، استخدم أتلتيكو مبلغ الـ45 مليون يورو الذي بيع فيه أغويرو لشراء راداميل فالكاو كبديل له.

### مانشستر سيتي
في 28 يوليو 2011، أكد نادي مانشستر سيتي أن أغويرو وقع عقدا لمدة خمس سنوات مع النادي. وتم الإعلان عن قيمة الصفقة التي بلغت 38 مليون جنيه إسترليني (45 مليون يورو). وارتدى القميص رقم 16 لموسمه الأول في السيتي باسم كون أغويرو. في 3 أكتوبر 2015 حطم رقما قياسيا بتسجيله خمس اهداف في 20 دقيقة في مرمى نيوكاسل. من أبرز محطاته عندما احرز خمس 5 أهداف متتالية في 20 دقيقة في إحدى مباريات الدوري الإنجليزي الممتاز وهذا يعتبر حدث تاريخي للدوري الإنجليزي الممتاز.

#### موسم 2011–12

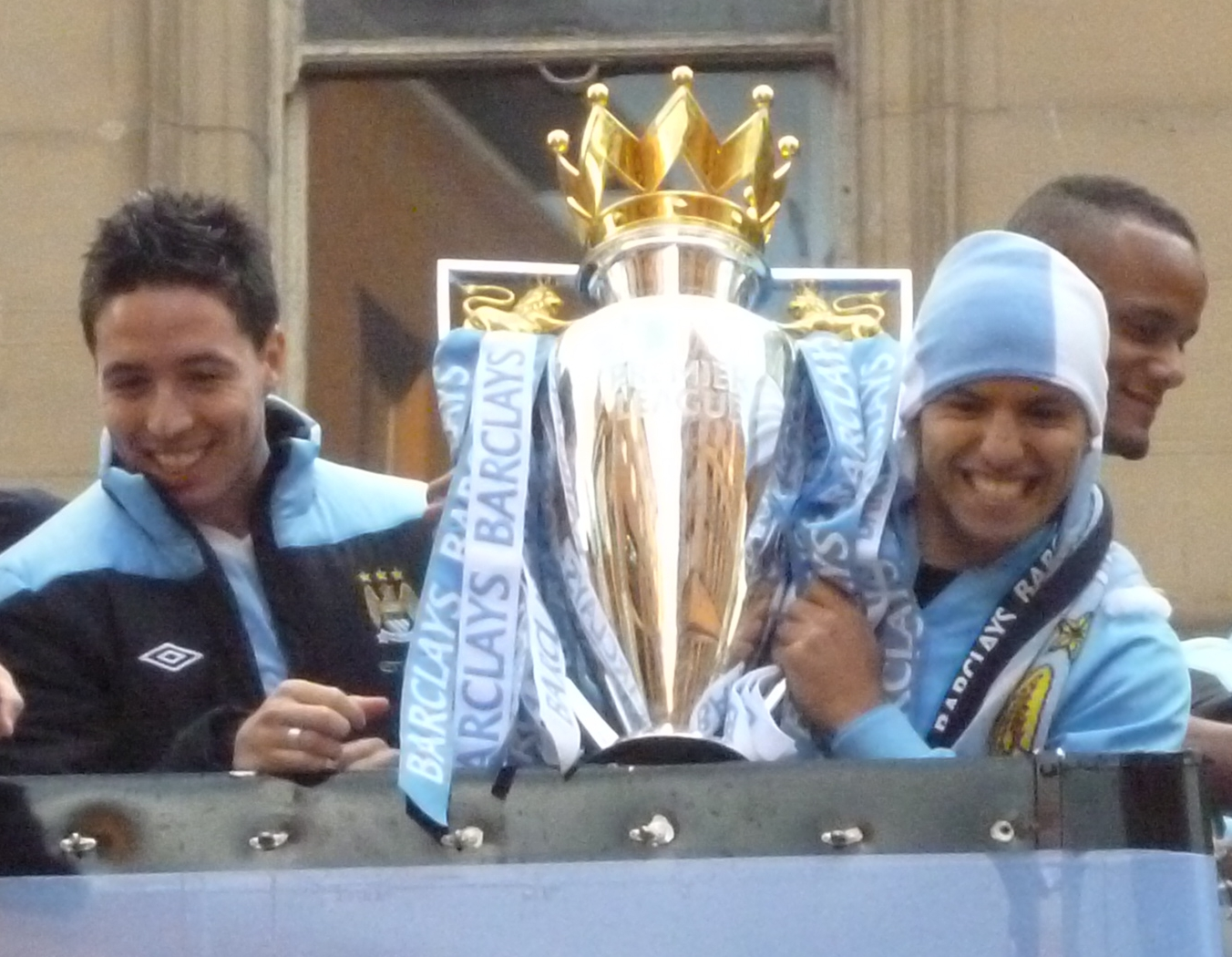
أغويرو (اليمين) وسمير نصري أثناء الاحتفال بالفوز بالدوري، مايو 2012.

##### المباراة الأخيرة في الموسم الأول
ساعدت الخمس انتصارات المتتالية على تقليص الفرق من ثمان نقاط ضد اليونايتد، وذهبوا إلى المباراة الأخيرة بفارق أهداف مريح ضد اليونايتد مما يعني فوزهم في المباراة ويعني حصولهم على اللقب مهما كانت نتيجة مباراة اليونايتد، ولكن كان الخصم كوينز بارك رينجرز المهدد بالهبوط والذي سوف يلعب بكل قوة كي لايهبط. وبحلول الدقيقة 66، تم طرد جوي بارتون من كوينز بارك رينجرز بعد أن ضرب زميل أغويرو كارلوس تيفيز في وجهه. وبعد أن تلقى البطاقة الحمراء ركل أغويرو بركبته ثم حاول مهاجمة فينسنت كومباني. وعلى الرغم من ذلك، لايزال نادي كوينز بارك رينجرز متقدم بالنتيجة 2–1 ضد السيتي، في حين كان اليونايتد متقدم 1–0 على سندرلاند. وردا على ذلك، أشرك المدرب روبرتو مانشيني المهاجمين إدين دجيكو وماريو بالوتيلي في محاولة لتسجيل الهدفين التي يحقق بها السيتي اللقب. 5 دقائق وقت بدل ضائع أشار لها الحكم واليونايتد لايزال متقدم بالنتيجة. في الدقيقة 92، سجل دجيكو هدف التعادل للسيتي ليبقي على بصيص من الأمل، لكن اليونايتد أنهى المباراة بانتصار. في الدقيقة 95، استلم أغويرو الكرة من بالوتيلي، إلى منطقة الجزاء، وسدد تسديدة قوية في زاوية المرمى، ليسجل هدف اللقب لمانشستر سيتي. سجل أغويرو هدفاً أدى إلى جنون كل من في الملعب ومن خلف الشاشات فكانت لحظة خالدة في تاريخ الكرة الإنجليزية والكرة العالمية بشكل عام، وأثناء الفرحة بالهدف تم إطاحته على الأرض من قبل زملائه في السيتي. وذكر فينسنت كومباني أن أغويرو كان يبكي وهو على الأرض، وعندما سئل عما إذا كان بكى خلال موكب مانشستر سيتي في اليوم التالي، قال أغويرو: «نعم، قليلا».

#### موسم 2013–14
بعد إصابة في الركبة استبعدته من جميع مباريات النادي قبل بداية الموسم، سجل أغويرو في فوز سيتي 4–0 على نيوكاسل يونايتد في المباراة الافتتاحية لموسم الدوري الإنجليزي الممتاز 2013–14. في 22 سبتمبر 2013، سجل هدفين في الفوز 4–1 على أرضه ضد مانشستر يونايتد.
في 8 نوفمبر 2013، بعد تسجيله خمسة أهداف في أربع مباريات بين 5 أكتوبر و 2 نوفمبر، مُنح أغويرو جائزة أفضل لاعب في الدوري الإنجليزي للشهر للمرة الأولى. خلال نفس الفترة، سجل هدفي السيتي في الفوز 2–1 خارج أرضه على سيسكا موسكو في دوري أبطال أوروبا.
في 24 نوفمبر، بعد تسجيل أهدافه التاسعة والعاشرة في موسم الدوري في فوز 6–0 على توتنهام هوتسبير، تفوق أغويرو على تييري هنري باعتباره اللاعب صاحب أعلى نسبة أهداف في الدقيقة في تاريخ الدوري الإنجليزي.[بحاجة لمصدر] كما سجل ستة أهداف في خمس مباريات في دور المجموعات بدوري أبطال أوروبا حيث تأهل مانشستر سيتي لمرحلة خروج المغلوب للمرة الأولى.
في 14 ديسمبر 2013، تم استبدال أغويرو بالفوز 6–3 على آرسنال بسبب إصابة في ربلة الساق وغاب عن ثماني مباريات. في 16 يناير 2014، عاد من الإصابة في مباراة الإعادة في الدور الثالث لكأس الاتحاد الإنجليزي ضد بلاكبيرن روفرز، وسجل بعد أن حل بديلاً في الفوز 5–0. في الجولة التالية من المسابقة، سجل أول ثلاثية له هذا الموسم في الفوز 4–2 على واتفورد. في 29 يناير، سجل هدفه الخمسين في الدوري الإنجليزي الممتاز في فوز 5–1 على توتنهام ولكن تم استبداله بإصابة في أوتار الركبة.
في 2 مارس 2014، عاد أغويرو إلى فريق مانشستر سيتي في نهائي كأس دوري كرة القدم 2014، حيث فاز الفريق على سندرلاند 3–1 على ملعب ويمبلي. في ظهوره الثالث منذ عودته من مشكلة أوتار الركبة، عانى أغويرو من تكرار الإصابة وسحب في الشوط الأول في خسارة دوري أبطال أوروبا 2–1 في كامب نو ضد برشلونة. غاب عن مباريات الفريق الخمس التالية في الدوري الممتاز، قبل أن يعود إلى التشكيلة الأساسية في خسارة 3–2 أمام ليفربول في أنفيلد في 13 أبريل.
في 21 أبريل 2014، سجل أغويرو هدفه الأول منذ يناير في الفوز 3–1 على وست بروميتش ألبيون على ملعب مدينة مانشستر. بعد تسجيل هدفه الأخير في الموسم في الفوز 3–2 على إيفرتون في غوديسون بارك في 3 مايو، بدأ أغويرو في مباراة مانشستر سيتي ضد وست هام حيث حصل الفريق على لقبه الثاني في الدوري الممتاز في ثلاثة مواسم بنتيجة 2– 0 فوز.

#### موسم 2016–20:هداف النادي التاريخي، والاستمرار في النجاح المحلي
في 13 أغسطس 2016، سجل أغويرو أول هدف رسمي لمانشستر سيتي تحت إدارة بيب غوارديولا في المباراة التي فاز بها الفريق 2–1 على سندرلاند في يوم افتتاح الدوري الإنجليزي الممتاز 2016–17.
في مباراة بالدوري ضد وست هام في 28 أغسطس، ضرب أجويرو الخصم وينستون ريد بذراعه، وهي حادثة لم يعاقب عليها الحكم. فقد ريد صوته مع الضربة، وكان لا بد من استبداله. وأوقف اتحاد الكرة أجويرو ثلاث مباريات بسبب السلوك العنيف، واتهمه بالتصرف "بطريقة عدوانية مفرطة في القوة والوحشية».
في 5 نوفمبر 2016، سجل أغويرو هدفه ال 150 لمانشستر سيتي في المباراة التي تعادل بها الفريق 1–1 ضد ميدلزبره في الدوري. في 3 ديسمبر 2016، طُرد أغويرو في المباراة التي خسرها الفريق بنتيجة 1–3 ضد تشيلسي لتدخله على دافيد لويز وتم إيقاقه لمدة أربع مباريات.
بعد أن سجل في المباراة الافتتاحية لمانشستر سيتي هذا الموسم ضد برايتون أند هوف ألبيون في 12 أغسطس، سجل أغويرو هدفه الثاني هذا الموسم ضد ليفربول في فوز 5–0 في 9 سبتمبر. كان هذا هو هدفه الـ 124 في الدوري الإنجليزي الممتاز، ورأيه يتفوق على ترينيدادي دوايت يورك باعتباره أفضل هداف غير أوروبي في تاريخ المسابقة. بعد أسبوع واحد، سجل أجويرو هاتريك السادس له في الدوري الإنجليزي الممتاز في الفوز 6–0 على واتفورد ليضع مانشستر سيتي في صدارة الدوري. في 28 سبتمبر، تعرض أغويرو لحادث سير بعد حضوره حفلة موسيقية في مالوما في أمستردام، عندما اصطدمت سيارته الأجرة بعمود إنارة. تم تركه بكسر في الضلع واستبعد لمدة أسبوعين.
في 6 يناير 2017، في مباراة كأس الاتحاد الإنجليزي وفي المباراة الثالثة ضد وست هام يونايتد، سجل هدفه 154 لمانشستر سيتي، متجاوزا كولن بل ليصبح ثالث أكبر هداف لمانشستر سيتي.
بعد تسجيله في المباراة الافتتاحية لمانشستر سيتي للموسم ضد برايتون في 12 أغسطس 2017، سجل أغويرو هدفه الثاني في الموسم ضد ليفربول في المباراة التي فاز بها السيتي بنتيجة 5–0 في 9 سبتمبر. كان هذا هو هدفه رقم 124 في الدوري الممتاز، وجعله يتفوق على ترينيداديان دوايت يورك كأفضل هداف غير أوروبي في تاريخ المسابقة. وبعد أسبوع، سجل أغويرو هاتريك ضد واتفورد في المباراة التي فاز بها السيتي بنتيجة 6–0 ليضع نفسه على قائمة صدارة بخمسة أهداف بجانب مهاجم مانشستر يونايتد البلجيكي روميلو لوكاكو ويتصدر فريقه الدوري.

#### موسم 2020–21: الموسم الأخير في مانشستر
بعد عدة أسابيع على الهامش بسبب إصابة في الغضروف المفصلي، عاد أغويرو إلى اللعب في 17 أكتوبر 2020 بفوزه 1–0 على أرسنال في ملعب الاتحاد. في 21 أكتوبر 2020، سجل هدفه الأول هذا الموسم في الفوز 3–1 على بورتو في دوري أبطال أوروبا 2020–21. في 13 مارس 2021، سجل أغويرو هدفه الأول في الدوري الإنجليزي الممتاز منذ يناير 2020 في الفوز 3–0 خارج أرضه على فولهام. في 29 مارس 2021، أعلن مانشستر سيتي أن أغويرو سيغادر النادي في نهاية الموسم بعد انتهاء عقده. في 23 مايو، في آخر ظهور له في الدوري الإنجليزي الممتاز مع النادي، دخل أغويرو من مقاعد البدلاء ليسجل هدفين في الفوز 5–0 على أرضه على إيفرتون، حيث احتفل مانشستر سيتي بفوزه بلقب الدوري الإنجليزي الممتاز في الجولة الأخيرة من الموسم. شهدت ثنائيته وصوله إلى 184 هدفًا في الدوري الإنجليزي الممتاز في 275 مباراة، مما سمح له بتحطيم الرقم القياسي الذي حققه واين روني كأكثر لاعب تسجيلًا للأهداف في الدوري الإنجليزي الممتاز مع لنادٍ واحد. في المجموع، سجل أغويرو 260 هدفًا لمانشستر سيتي في 389 مباراة.

### برشلونة والاعتزال
في 31 مايو 2021، أعلن نادي برشلونة عن انتقال أغويرو بشكل مجاني من مانشستر سيتي. وقع عقدًا لمدة عامين بشرط جزاء 100 مليون يورو، مع اقتطاع راتبه بنسبة 50%، في 17 أكتوبر، شارك لأول مرة عندما دخل من مقاعد البدلاء في مباراة الفوز 3-1 على أرضه ضد فالنسيا. في أول مشاركة له في الكلاسيكو في 24 أكتوبر، دخل أجويرو كبديل في الدقيقة 77، وسجل هدفه الأول والوحيد مع النادي في الدقيقة الأخيرة من المباراة التي خسرها 2-1 على أرضه أمام ريال مدريد. بعد سبعة أيام، عانى من عدم انتظام ضربات القلب خلال مباراة التعادل 1-1 على أرضه ضد ألافيس، مما أدى إلى إبعاده عن الملاعب لمدة ثلاثة أشهر. ومع ذلك، في 20 نوفمبر، أُعلن أن أغويرو سيضطر إلى الاعتزال، بسبب مشاكل القلب التي عانى منها خلال مباراة ألافيس.

## مسيرته الدولية
مثل أغويرو منتخب الأرجنتين تحت 20 في كأس العالم تحت 20 سنة في عامي 2005 و2007 وفازت بهما الأرجنتين. ولعب في أولمبياد بكين 2008، وأحرز هدفين في مباراة الفوز 3–0 في نصف النهائي ضد البرازيل، وقد أحرزت الأرجنتين الميدالية الذهبية. وأستدعي أغويرو ليمثل الأرجنتين في كأس العالم 2010 وكوبا أمريكا 2011. وسجل أربع أهداف في عام 2006.

### كأس العالم 2018
في مايو 2018، أستدعي أغويرو لتشكيلة المنتخب الأرجنتيني الأولية المكونة من 35 لاعباً للمشاركة في كأس العالم 2018 في روسيا، في وقت لاحق من ذلك الشهر، تم ضمه إلى القائمة النهائية المكونة من 23 لاعباً مع قبل المدير الفني خورخي سامباولي للمشاركة في البطولة. في أول المباراة الإفتتاحية لمنتخبه في البطولة ضد آيسلندا في 16 يونيو، سجل هدف الافتتاح في المباراة والتي أنتهت بالنهاية بالتعادل 1–1. كان هذا أول هدف له في كأس العالم. في 30 يونيو، بدور الستة عشر ضد فرنسا، سجل أغويرو الهدف الأخير للأرجنتين في مباراة الهزيمة 4–3، ليغادر على أثرها منتخبه من كأس العالم.

## حياته الشخصية
كان أجويرو متزوجًا من جيانا مارادونا، الابنة الصغرى للاعب كرة القدم الأرجنتيني الراحل دييغو مارادونا. في 19 فبراير 2009، أنجبت جيانا ابنهما بنجامين في مدريد. كان دييغو مارادونا هناك لحضور ولادة حفيده الأول، بينما غاب أغويرو، الذي كان في العشرين من عمره آنذاك، عن جلسة تدريب أتليتكو في وقت سابق من اليوم. وقدم أتلتيكو تهنئة في بيان على موقعه الرسمي على الإنترنت. انفصل أغويرو وجيانا في عام 2012 بعد أربع سنوات معًا.
يعود لقب أغويرو «كون»، الذي يظهر على قميصه، إلى طفولته. سمي بهذا اللقب لأول مرة من قبل أجداده،[بحاجة لمصدر] بسبب تشابهه مع شخصية «طم طم» من أنيمي وانباكو أوموكاشي كومو كومو الذي كان البرنامج التلفزيوني المفضل لأغويرو عندما كان طفلاً. قال «لقد كبرت أقدرها لأنها فريدة من نوعها. ليس كل يوم يلقب رياضي بعد شخصية كرتونية!» أجويرو لديه وشم على الجزء الداخلي من ذراعه اليمنى والذي يترجم تقريبًا إلى كون أجويرو في النص اللاتيني. لديه أيضًا وشم على ذراعه الأيسر لاسم ابنه وتاريخ ميلاده. أجويرو يحمل الجنسية الإسبانية، بعد أن حصل على الجنسية في عام 2010 أثناء لعبه لأتلتيكو مدريد.
يشترك أغويرو في صداقة وثيقة مع ليونيل ميسي، زميله المعتاد في السكن خلال معسكرات المنتخب الوطني منذ عام 2005. ووصف ميسي بأنه «مثل الأخ» في سيرته الذاتية عام 2014، ولدت لأرتفع (بالإنجليزية: Born to Rise)، والتي تحتوي على مقدمة كتبها ميسي.
غاستون ديل كاستيلو وماوريسيو ديل كاستيلو هما أخوان أجويرو.
خلال فترة راحة كرة القدم التي استمرت ثلاثة أشهر بسبب جائحة فيروس كورونا في عام 2020، بدأ أغويرو في البث المباشر بنفسه وهو يلعب ألعاب فيديو مختلفة على تويتش. أصبح هو الأسرع نموًا في شهر مايو، حيث وصل إلى مليون متابع. لقد كان يتمتع بشعبية خاصة بين المجتمع الإسباني، حيث تعاون مع العديد من الأسماء الكبيرة مثل روبيوس [الإنجليزية] وحتى اتصل بميسي في أحد المرات على الهواء.

## الإحصائيات

### النادي
آخر تحديث 30 أكتوبر 2021.
| النادي        | الموسم   | الدوري            | الدوري | الدوري  | الكأس  | الكأس   | كأس الرابطة | كأس الرابطة | قاري   | قاري    | أخرى   | أخرى    | المجموع | المجموع |
| النادي        | الموسم   | الدوري            | الظهور | الأهداف | الظهور | الأهداف | الظهور      | الأهداف     | الظهور | الأهداف | الظهور | الأهداف | الظهور  | الأهداف |
| ------------- | -------- | ----------------- | ------ | ------- | ------ | ------- | ----------- | ----------- | ------ | ------- | ------ | ------- | ------- | ------- |
| إنديبندينتي   | 2002–03  | الدوري الأرجنتيني | 1      | 0       | —      | —       | —           | —           | —      | —       | —      | —       | 1       | 0       |
| إنديبندينتي   | 2003–04  | الدوري الأرجنتيني | 5      | 0       | —      | —       | —           | —           | 2      | 0       | —      | —       | 7       | 0       |
| إنديبندينتي   | 2004–05  | الدوري الأرجنتيني | 12     | 5       | —      | —       | —           | —           | —      | —       | —      | —       | 12      | 5       |
| إنديبندينتي   | 2005–06  | الدوري الأرجنتيني | 36     | 18      | —      | —       | —           | —           | —      | —       | —      | —       | 36      | 18      |
| إنديبندينتي   | المجموع  | المجموع           | 54     | 23      | —      | —       | —           | —           | 2      | 0       | —      | —       | 56      | 23      |
| أتلتيكو مدريد | 2006–07  | الدوري الإسباني   | 38     | 6       | 4      | 1       | —           | —           | —      | —       | —      | —       | 42      | 7       |
| أتلتيكو مدريد | 2007–08  | الدوري الإسباني   | 37     | 19      | 4      | 2       | —           | —           | 9      | 6       | —      | —       | 50      | 27      |
| أتلتيكو مدريد | 2008–09  | الدوري الإسباني   | 37     | 17      | 1      | 0       | —           | —           | 9      | 4       | —      | —       | 47      | 21      |
| أتلتيكو مدريد | 2009–10  | الدوري الإسباني   | 31     | 12      | 7      | 1       | —           | —           | 16     | 6       | —      | —       | 54      | 19      |
| أتلتيكو مدريد | 2010–11  | الدوري الإسباني   | 32     | 20      | 4      | 3       | —           | —           | 4      | 3       | 1      | 1       | 41      | 27      |
| أتلتيكو مدريد | المجموع  | المجموع           | 175    | 74      | 20     | 7       | —           | —           | 38     | 19      | 1      | 1       | 234     | 101     |
| مانشستر سيتي  | 2011–12  | الدوري الإنجليزي  | 34     | 23      | 1      | 1       | 3           | 1           | 10     | 5       | 0      | 0       | 48      | 30      |
| مانشستر سيتي  | 2012–13  | الدوري الإنجليزي  | 30     | 12      | 4      | 3       | 0           | 0           | 5      | 2       | 1      | 0       | 40      | 17      |
| مانشستر سيتي  | 2013–14  | الدوري الإنجليزي  | 23     | 17      | 3      | 4       | 2           | 1           | 6      | 6       | —      | —       | 34      | 28      |
| مانشستر سيتي  | 2014–15  | الدوري الإنجليزي  | 33     | 26      | 1      | 0       | 1           | 0           | 7      | 6       | 0      | 0       | 42      | 32      |
| مانشستر سيتي  | 2015–16  | الدوري الإنجليزي  | 30     | 24      | 1      | 1       | 4           | 2           | 9      | 2       | —      | —       | 44      | 29      |
| مانشستر سيتي  | 2016–17  | الدوري الإنجليزي  | 31     | 20      | 5      | 5       | 1           | 0           | 8      | 8       | —      | —       | 45      | 33      |
| مانشستر سيتي  | 2017–18  | الدوري الإنجليزي  | 25     | 21      | 3      | 2       | 4           | 3           | 7      | 4       | —      | —       | 39      | 30      |
| مانشستر سيتي  | 2018–19  | الدوري الإنجليزي  | 33     | 21      | 2      | 2       | 3           | 1           | 7      | 6       | 1      | 2       | 46      | 32      |
| مانشستر سيتي  | 2019–20  | الدوري الإنجليزي  | 24     | 16      | 2      | 2       | 3           | 3           | 3      | 2       | 0      | 0       | 32      | 23      |
| مانشستر سيتي  | 2020–21  | الدوري الإنجليزي  | 12     | 4       | 0      | 0       | 1           | 0           | 7      | 2       | —      | —       | 20      | 6       |
| مانشستر سيتي  | المجموع  | المجموع           | 275    | 184     | 22     | 20      | 22          | 11          | 69     | 43      | 2      | 2       | 390     | 260     |
| برشلونة       | 2021–22  | الدوري الإسباني   | 4      | 1       | 0      | 0       | —           | —           | 1      | 0       | 0      | 0       | 5       | 1       |
| الإجمالي      | الإجمالي | الإجمالي          | 504    | 281     | 42     | 28      | 22          | 11          | 109    | 62      | 3      | 3       | 680     | 385     |

1. ↑  تشمل كأس ملك إسبانيا، وكأس الاتحاد الإنجليزي.

1. ↑  المباريات في كوبا ليبرتادوريس
2. ↑  8 مباريات و6 أهداف في كأس الاتحاد الأوروبي، ومباراة واحدة في كأس إنترتوتو
3. 1 2 3 4 5 6 7 8 9 10 11  المباريات في دوري أبطال أوروبا
4. ↑  8 مباريات و4 أهداف في دوري أبطال أوروبا، 8 أهداف وهدفين في الدوري الأوروبي
5. ↑  المباريات في الدوري الأوروبي
6. ↑  المباراة في كأس السوبر الأوروبي
7. ↑  6 مباريات وهدف واحد في دوري أبطال أوروبا، 4 مباريات و4 أهداف في الدوري الأوروبي
8. 1 2  المباراة في درع الاتحاد الإنجليزي

### المنتخب

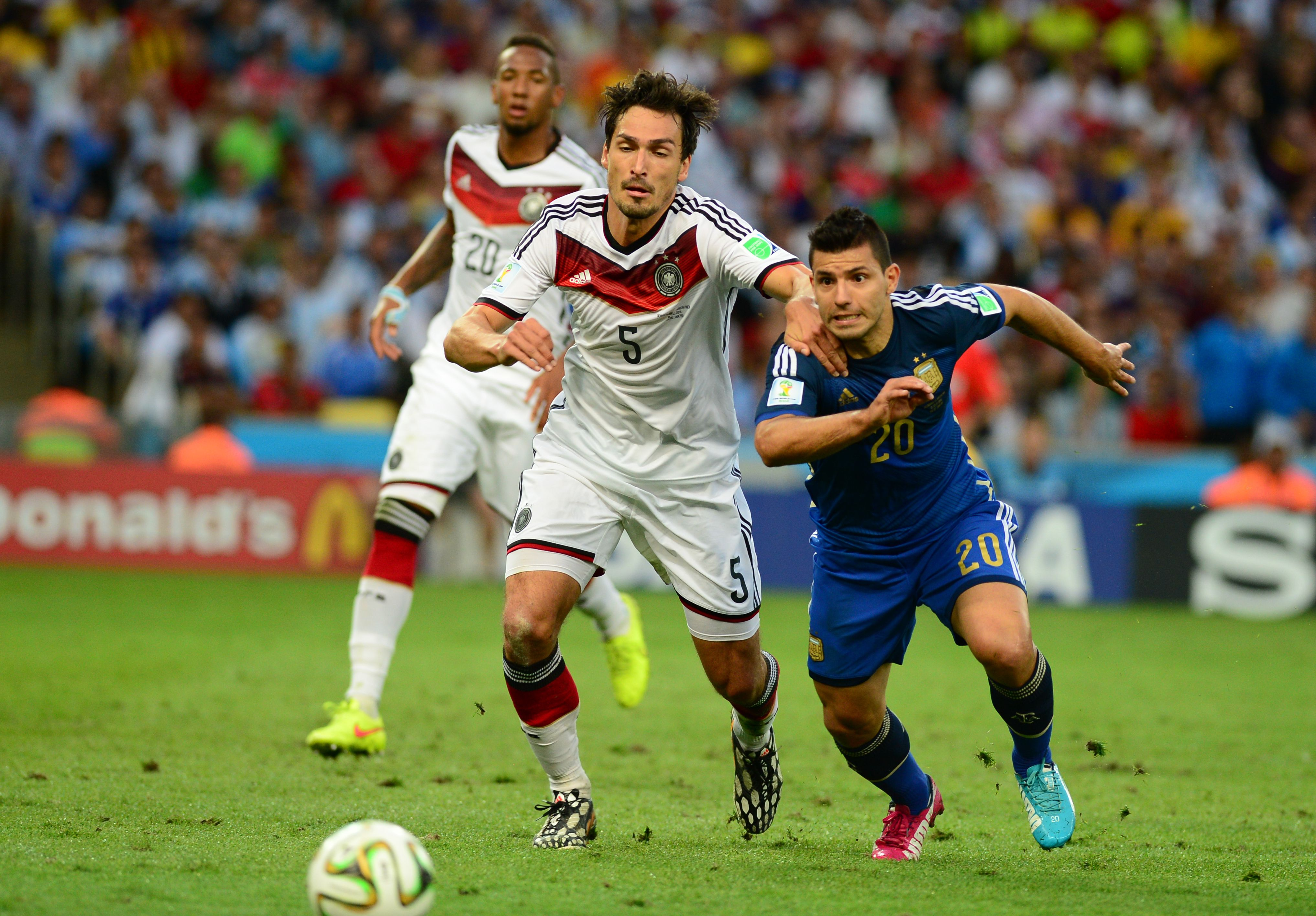
أغويرو يتنافس على الكرة مع الألماني ماتس هوملز في نهائي كأس العالم 2014

آخر تحديث 3 يوليو 2021.
| المنتخب   | العام   | الظهور | الأهداف |
| --------- | ------- | ------ | ------- |
| الأرجنتين | 2006    | 2      | 0       |
| الأرجنتين | 2007    | 4      | 1       |
| الأرجنتين | 2008    | 9      | 4       |
| الأرجنتين | 2009    | 6      | 2       |
| الأرجنتين | 2010    | 5      | 2       |
| الأرجنتين | 2011    | 8      | 5       |
| الأرجنتين | 2012    | 7      | 2       |
| الأرجنتين | 2013    | 8      | 5       |
| الأرجنتين | 2014    | 10     | 1       |
| الأرجنتين | 2015    | 10     | 10      |
| الأرجنتين | 2016    | 11     | 1       |
| الأرجنتين | 2017    | 4      | 2       |
| الأرجنتين | 2018    | 5      | 3       |
| الأرجنتين | 2019    | 8      | 3       |
| الأرجنتين | 2020    | 0      | 0       |
| الأرجنتين | 2021    | 4      | 0       |
| المجموع   | المجموع | 101    | 41      |

## الإنجازات

### النادي
أتلتيكو مدريد
- الدوري الأوروبي (1): 2009–10
- كأس السوبر الأوروبي (1): 2010

مانشستر سيتي
- الدوري الإنجليزي الممتاز (5): 2011–12، 2013–14،[136] 2017–18،[137] 2018–19، 2020–21
- كأس رابطة الأندية الإنجليزية المحترفة (6): 2013–14،[138] 2015–16، 2017–18،[139] 2018–19، 2019–20، 2020–21
- كأس الاتحاد الإنجليزي (1): 2018–19
- درع الاتحاد الإنجليزي (3): 2012، 2018، 2019
- دوري أبطال أوروبا الوصيف: 2020–21

### المنتخب
الأرجنتين للشباب
- الميدالية الذهبية الأولمبية (1): 2008
- كأس العالم تحت 20 سنة (2): 2005، 2007

الأرجنتين
- كأس العالم الوصيف: 2014
- كوبا أمريكا البطل: 2021 الوصيف: 2015،[140] 2016

### الفردية
- فريق أمريكا الجنوبية لهذا العام (1): 2005[54]
- أفضل لاعب شاب من الفيفا (1): 2007[141]
- كأس العالم تحت 20 سنة الحذاء الذهبي (1): 2007[142]
- كأس العالم تحت 20 سنة الكرة الذهبية (1): 2007[142]
- جائزة دون بالون (1): 2007–08
- جائزة الفتى الذهبي من توتوسبورت (1): 2007[45]
- مجلة وورد سوكر أفضل لاعب شاب في العام (1): 2009[143]
- جائزة الحذاء الذهبي في الدوري الإنجليزي الممتاز (1): 2014–15[144]
- لاعب العام في مانشستر سيتي (2): 2011–12، 2014–15[145]
- هدف الموسم في مانشستر سيتي:(1) 2011–12
- لاعب الشهر في الدوري الإنجليزي الممتاز (6): أكتوبر 2013،[146] نوفمبر 2014،[147] يناير 2016،[148] أبريل 2016،[149] يناير 2018[150] فبراير 2019،[151] يناير 2020
- فيفبرو الفريق الثالث (3): 2013، 2015، 2016[152][153][154]
- فيفبرو الفريق الرابع (1): 2014[155]
- فيفبرو مُرشح: 2019 (المهاجم الثامن)
- فريق العقد للكونميبول من الاتحاد الدولي لتاريخ وإحصاءات كرة القدم 2011–2020[156]

## وصلات خارجية
- سيرخيو أغويرو على موقع الاتحاد الدولي (مؤرشف)  (الإنجليزية)
- سيرخيو أغويرو على موقع الاتحاد الأوربي (الإنجليزية)
- سيرخيو أغويرو على موقع إي إس بي إن إف سي (الإنجليزية)
- سيرخيو أغويرو على موقع قاعدة بيانات كرة القدم.إي يو (الإنجليزية)
- سيرخيو أغويرو على موقع بيانات كرة القدم. دي إي (الألمانية)
- سيرخيو أغويرو على موقع ليكيب (الفرنسية)
- سيرخيو أغويرو على موقع ناشيونال فوتبول تيمز (الإنجليزية)
- سيرخيو أغويرو على موقع Soccerbase.com (لاعب) (الإنجليزية)
- سيرخيو أغويرو على موقع Soccerway.com (الإنجليزية)
- سيرخيو أغويرو على موقع عالم كرة القدم.نت (الإنجليزية)
- سيرخيو أغويرو على فوتبول360
- سيرخيو أغويرو على إسبن